# Серо де лас Иглесијас (Текпан де Галеана)
Серо де лас Иглесијас (шп. Cerro de las Iglesias) насеље је у Мексику у савезној држави Гереро у општини Текпан де Галеана. Насеље се налази на надморској висини од 841 м.

## Становништво
Према подацима из 2010. године у насељу је живело 6 становника.

### Хронологија
| Година       | 2005       | 2010 |
| ------------ | ---------- | ---- |
| Становништво | 10 (6 / 4) | 6    |

### Попис
| # | Индикатор                     | Вредност |
| - | ----------------------------- | -------- |
| 1 | Укупно домаћинстава           | 1        |
| 2 | Укупно насељених домаћинстава | 1        |
| 3 | Величина локације             | 1        |